# Valentina Chico
Valentina Chico (Roma, 2 maggio 1976) è un'attrice italiana.

## Biografia
Si forma professionalmente presso il Laboratorio Teatrale diretto da Pietro Gallina, perfezionandosi con Pierpaolo Sepe e Geraldine Baron. Inoltre, consegue il diploma di solfeggio al Conservatorio di Santa Cecilia, a Roma.
Debutta nel 1994 nel film di italo-tedesco, Mario ed il mago di Klaus Maria Brandauer. Nel 1996 recita nel film di Cristina Comencini, Va' dove ti porta il cuore, tratto dal romanzo omonimo di Susanna Tamaro. Nel 1997 è protagonista dei cortometraggi La guerra è finita, regia di Nino Mimica, e di Brividi blu, regia di Enzo Capua, nel 2000 del lungometraggio Albania blues, regia di Nico Cirasola e nel 2005 fa parte del cast del cortometraggio Igiene, regia di Bernardo Nuti.
Per quanto riguarda la televisione, ha interpretato il ruolo della protagonista nel TV movie Con gli occhi dell'assassino. Nel 2000 interpreta la protagonista femminile della terza stagione di Incantesimo, nel ruolo dell'infermiera Caterina Masi. Nello stesso anno, ha un ruolo anche nel film Femminile singolare, regia di Claudio Del Punta. Nel 2001 recita in Incantesimo 4 e nel 2003 ritorna in alcune puntate di Incantesimo 6 come guest star.
Nonostante continui a lavorare in televisione e al cinema, concentra sempre di più la sua carriera sul teatro. È protagonista di due cortometraggi: Una giornata nera, regia di Simone e Leonardo Godano, con cui vince il premio come migliore attrice protagonista nella sezione "Corti Pluriel 2005" al Festival del Cinema di Venezia, ed Homo homini lupus (2006), regia di Matteo Rovere.
Nel 2009 ritorna sul grande schermo con il film Toscanini in His Own Words, regia di Larry Weinstein.
Nel 2022 interpreta un ruolo minore nella serie Crush - La storia di Stella. Nel 2023 interpreta un ruolo minore nella serie Home Sweet Rome.

## Filmografia

### Cinema
- Mario ed il mago, regia di Klaus Maria Brandauer (1994)
- Va' dove ti porta il cuore, regia di Cristina Comencini (1996)
- I Grimaldi, regia di Giorgio Castellani (1997)
- Brivido blu, cortometraggio, regia di Enzo Capua (1998)
- Femminile, singolare, regia di Claudio Del Punta (2000)
- Albània Blues, regia di Nico Cirasola (2000)
- Taxi Lovers, regia di Luigi Di Fiore (2005)
- Homo homini lupus, cortometraggio, regia di Matteo Rovere (2006)
- La regola del caffè, cortometraggio, regia di David Petrucci (2008)
- Canepazzo, regia di David Petrucci (2012)
- La casa di famiglia, regia di Augusto Fornari (2017)

### Televisione
- Incantesimo – serial TV (2000-2003)
- Con gli occhi dell'assassino – film TV (2001)
- Toscanini in His Own Words – film TV (2009)
- Un passo dal cielo – serie TV, 1 episodio (2012)
- Che Dio ci aiuti – serie TV, 1 episodio (2013)
- Don Matteo – serie TV, 3 episodi (2006-2018)
- L'allieva – serie TV, 1 episodio (2020)
- Crush - La storia di Stella – serie TV (2022)

## Teatro
- Prenditi cura di me scritto e diretto da Giampiero Rappa. Teatro dei Filodrammatici di Milano (2008).
- La bastarda di Istanbul riduzione e regia di Angelo Savelli. Teatro di Rifredi di Firenze (2015)
- Il minotauro (una ballata di Friedrich Durrenmatt, suoni e musica di Katia Pesti). Teatro Puccini di Firenze (2025)